# چشمه سراب‌دختران
چشمه سراب دختران در مجاورت شهر تاریخی بیشاپور و در فاصله ۲۳ کیلومتری شهر کازرون واقع شده‌است. این چشمه که در دوره ساسانیان با سنگ چینی‌های زیبایی تزیین شده بود امروزه بعضی از ساخت و سازها آسیب جدی به آن رسانده‌است. بخش‌هایی از این چشمه هنوز دارای سنگ چینی‌ها و تزئینات زیبایی است. آب این چشمه به مصرف کشاورزی و باغهای اطراف می‌رسد.